# Lijst van spelers van Hellas Verona
Deze lijst omvat voetballers die bij de Italiaanse voetbalclub Hellas Verona spelen of gespeeld hebben. De spelers zijn alfabetisch gerangschikt.

## A
- Matteo Abbate
- Antonio Acerbis
- Adaílton
- Alfredo Aglietti
- Cristian Agnelli
- Alessandro Agostini
- Muhammet Akagündüz
- Michelangelo Albertazzi
- Enrico Albrigi
- Sergio Almirón
- Cristian Altinier
- Daniele Amerini
- Raffaele Ametrano
- Luigi Anaclerio
- Giuseppe Anastasi
- Anderson
- Didier Angan
- Ángel Crespo
- Derrick Ansah
- Fabrizio Anselmi
- Bruno Antoniazzi
- Luigi Apolloni
- Edoardo Artistico
- Oscar Arzamendia
- Salvatore Aurelio

## B
- Babú
- Roberto Bacci
- Klaus Bachlechner
- Armin Bačinovič
- Osvaldo Bagnoli
- Gino Ballarini
- Onofrio Barone
- Marco Baroni
- Dario Baruffi
- Alberto Batistoni
- Graziano Battistini
- Valon Behrami
- Antonio Bellavista
- Pierangelo Belli
- Fabio Bellotti
- Giancarlo Beltrami
- Claudio Bencina
- Francesco Benussi
- Alessandro Berardi
- Francesco Bergamaschi
- Dario Bergamelli
- Emanuele Berrettoni
- Thomas Berthold
- Sergio Bertola
- Davide Bertolucci
- Alfonso Bertozzi
- Aldo Bet
- Matteo Bianchetti
- Walter Bianchi
- Dario Biasi
- Patricio Billio
- Jonatan Binotto
- Saša Bjelanovic
- Ivano Blason
- Luciano Bodini
- Erjon Bogdani
- Valeri Bojinov
- Bruno Bolchi
- Patrizio Bonafè
- Italo Bonatti
- Emiliano Bonazzoli
- Dario Bonetti
- Aquilino Bonfanti
- Filippo Boni
- Roberto Boninsegna
- Simone Bonomi
- Daniele Borra
- Mario Bortolazzi
- Elvis Brajkovic
- Hans-Peter Briegel
- Davide Brivio
- Cristian Brocchi
- Luciano Bruni
- Giovanni Bui
- Andrea Burato
- Pierluigi Busatta

## C
- Fabrizio Cacciatore
- Daniele Cacia
- Francesco Calamita
- Ernesto Calisti
- Egidio Calloni
- Simone Calvano
- Carlo Calvetti
- Fabrizio Cammarata
- Mauro Camoranesi
- Dario Campagna
- Luisito Campisi
- Francesco Cangi
- Claudio Caniggia
- Paolo Cannavaro
- Pilade Canuti
- Pierluigi Cappelluzzo
- Sergio Carantini
- Alessandro Carrozza
- Emilio Carton
- Ruggero Casari
- Fabrizio Casazza
- Marco Cassetti
- Rosario Castronovo
- Sauro Catellani
- Cesare Cattaneo
- Alberto Cavasin
- Diego Caverzan
- Luca Ceccarelli
- Flavio Cecconi
- Felice Centofanti
- Pierluigi Cera
- Giovanni Cervone
- Giorgi Chanturia
- Luca Checchin
- Lazaros Christodoulopoulos
- Nicola Ciccolo
- Santino Ciceri
- Paolo Cimpiel
- Gianni Cinquetti
- Giordano Cinquetti
- Nicola Ciotola
- Ezequiel Cirigliano
- Karamoko Cissé
- Clerici
- Andrea Cocco
- Angelo Colombo
- Corrado Colombo
- Umberto Colombo
- Giuseppe Colucci
- Leonardo Colucci
- Alberto Comazzi
- Christian Conti
- Paolo Conti
- Renato Copparoni
- Eugenio Corini
- Andrea Corrent
- Nicola Corrent
- Giuseppe Cosma
- Michele Cossato
- Andrea Cossu
- Glauco Cozzi
- Alessandro Cucciari
- Aniello Cutolo
- Mario Cvitanović

## D
- Marco D'Alessandro
- Vito D'Amato
- Nicola D'Ottavio
- Franco da Dalt
- Mario Da Pozzo
- Dario Dainelli
- Fausto Daolio
- Craig Davies
- Luigi de Agostini
- Gianluca De Angelis
- Gianluca De Angelis
- Filippo De Col
- Bruno De Lazzeri
- Giovanni De Min
- Pasquale De Vita
- Antonio De Vitis
- Emanuele Del Vecchio
- Lucio Dell'Angelo
- Umberto Depetrini
- Vito Di Bari
- Diego di Chiara
- Antonio Di Gennaro
- Francesco Di Gennaro
- Gianluca di Giulio
- Marco Di Vaio
- Aimo Diana
- Salif Dianda
- Diego Farias
- Nicola Diliso
- Dino Da Costa
- Dirceu
- Domenico Doardo
- Angelo Domenghini
- Dario Donà
- Marco Donadel
- Massimo Donati
- Andrea Doninelli
- Godfred Donsah
- Andrea Dossena
- Pier Giorgio Drezza

## E
- Preben Elkjær Larsen
- Fabio Enzo
- Gennaro Esposito
- Massimiliano Esposito
- Salvatore Esposito
- Vincenzo Esposito

## F
- Giuseppe Fagni
- Gianluca Falsini
- Pietro Fanna
- Mohamed Fares
- Ivan Fatić
- Matteo Fattori
- Sauro Fattori
- Stefano Fattori
- Luciano Favero
- Adriano Fedele
- Fernandinho
- Marco Ferrante
- Claudio Ferrarese
- Lorenzo Ferrari
- Nicola Ferrari
- Sergio Ferrari
- Alessio Ferrazza
- Daniel Ferreira
- Fabrizio Ferron
- Mauro Ferroni
- Ennio Fiaschi
- Massimo Ficcadenti
- Giancarlo Filippini
- Flavio Fiorio
- Giovanni Foderaro
- Paolo Foglio
- Alberto Fontana
- Alberto Fontanesi
- Silvano Fontolan
- Mattia Fornari
- Ugo Fraccaroli
- Marco Franceschetti
- Francesco Franzese
- Walter Franzot
- Achille Fraschini
- Pierluigi Frattali
- Sébastien Frey
- Mario Frick
- Luigi Fuin

## G
- Gianluigi Galbagini
- Giuseppe Galderisi
- Roberto Galia
- Niccolò Galli
- Claudio Garella
- Stefano Garzon
- Angiolino Gasparini
- Ferdinando Gasparini
- Alessandro Gatto
- Gianluca Gaudenzi
- Carmine Gentile
- Antonio Ghedini
- Stefano Ghirardello
- Italo Ghizzardi
- Domenico Giacomarro
- Mario Giacomi
- Federico Giampaolo
- Marco Giandebiaggi
- Matteo Gianello
- Mauro Gibellini
- Marcello Giglio
- Alberto Gilardino
- Alberto Ginulfi
- Mario Giubertoni
- Guiliano Giuliani
- Salvatore Giunta
- Dino Gobbi
- Lino Golin
- Pierluigi Gollini
- Juan Gómez Argentina
- Natale Gonnella
- Alejandro González Uruguay
- Sergio Gori
- Uber Gradella
- Leandro Greco
- Attilio Gregori
- Tullio Gritti
- Paolo Grossi
- Matteo Guardalben
- Tiberio Guarente
- Andrea Guerra
- Daniele Guglielmi
- Michele Guglielmi
- Mario Guidetti
- Francesco Guidolin
- Stefano Guidoni
- Sergio Guidotti
- Finn Gundersen Norway
- Gustavo Brazil
- Nelson Gutiérrez Uruguay
- H Emil Hallfreðsson Iceland
- Ondřej Herzán Czech Republic
- Tony Houston France
- Joseph Hu
- Jarkko Hurme Finland

## I
- Nicola Iachemet
- Giuseppe Iachini
- Vincenzo Iacopino
- Dimitri Iakovlevski
- Andrea Icardi
- Gennaro Iezzo
- Giuseppe Ingrassia
- Filippo Inzaghi
- Artur Ioniță Moldova
- Maurizio Iorio
- Franco Ipsaro Passione
- Vincenzo Italiano
- Juan Iturbe Argentina
- Antimo Iunco

## J
- Carlo Jacomuzzi
- Boško Janković Serbia
- Sandro Joan
- Kris Jogan Slovenia
- Jonatas Torres Brazil
- Joe Jordan Scotland
- Jorginho Brazil

## K
- Lapis Kiakis

## L
- Gianluca Lamacchi
- Dino Landini
- Marco Landucci
- Simon Laner
- Maurizio Lanzaro
- Martin Laursen
- Giuseppe Le Noci
- Giuseppe Lelj
- Matthias Lepiller
- Virgilio Levratto
- Mario Liberalato
- Dailon Livramento
- Antonio Logozzo
- Samuele Longo
- Nicolás López
- Luca Loschi
- Settimio Lucci
- Antonio Luna
- Matti Lund Nielsen
- Claudio Lunini
- Livio Luppi

## M
- Emiliano Macchi
- Sergio Maddè
- Antonio Maggioni
- Daniele Magliocchetti
- Marino Magrin
- Domenico Maietta
- Giorgio Maioli
- Luigi Maldera
- Alessandro Malomo
- Eraldo Mancin
- Marco Mancinelli
- Gilberto Mancini
- Manuel Mancini
- Alessandro Manetti
- Filippo Maniero
- Luigi Manueli
- Fabio Marangon
- Luciano Marangon
- Nicola Marangon
- Antonio Marasco
- Marco Marcinelli
- Victor Mareco
- Giorgio Mariani
- Rafael Marques
- Rafael Márquez
- Marquinho
- Ivan Martic
- Silvano Martina
- Luigi Martinelli
- Raphael Martinho
- Luigi Mascalaito
- Emiliano Mascetti
- Guido Masetti
- Lionello Massimelli
- Leonardo Massoni
- Luca Matteassi
- Carlo Matteucci
- Roberto Mazzanti
- Vincenzo Mazzeo
- Pasquale Mazzocchi
- Alessandro Mazzola
- Martino Melis
- Hysen Memolla
- Leonardo Menichini
- Luca Mezzano
- Nikolaj Michajlov
- Adrian Mihalcea
- Mauro Minelli
- Massimo Minetti
- Vincenzo Montalbano
- Johnnier Montaño
- Giovanni Morabito
- Vangelis Moras
- Domenico Morfeo
- Adelio Moro
- Giuseppe Moro
- Giambattista Moschino
- Lucio Mujesan
- Gianni Munari
- Giuliano Musiello
- Adrian Mutu
- Florian Myrtaj

## N
- Franco Nanni
- Felice Natalino
- Piergiorgio Negrisolo
- Nenê
- Cyril Ngonge
- Nícolas
- Filippo Nicoletti
- Federico Nieto
- Ruslan Nigmatullin
- Luca Nizzetto
- Fausto Nosè
- Tijjani Noslin
- Paolo Nuti

## O
- Mounir Obbadi
- Emidio Oddi
- Massimo Oddo
- Aldo Olivieri
- Angelo Orazi
- Giovanni Orfei
- Pierluigi Orlandini

## P
- Bruno Pace
- Marco Pacione
- Matteo Pagani
- Antonio Paganin
- Fabrizio Paghera
- Luigi Pagliuca
- Diego País
- Alessandro Pane
- Alfredo Paolicchi
- Marco Parolo
- Stefano Pastrello
- Ivan Pedrelli
- Gianluca Pegolo
- Davide Pellegrini
- Luca Pellegrini
- Filippo Pensalfini
- Domenico Penzo
- Francesco Pernigo
- Romano Perticone
- Angelo Peruzzi
- Emanuele Pesoli
- Gianluca Pessotto
- Sergio Petrelli
- Carlo Petrini
- Giacomo Piangerelli
- Angelo Piccioli
- Renato Piccoli
- Thomas Pichlmann
- Iván Pillud
- Celeste Pin
- Julio Pinheiro
- Rafael Pinheiro
- Sébastien Piocelle
- Stefano Pioli
- Lamberto Piovanelli
- Marco Piovanelli
- Giovan Pirovano
- Eros Pisano
- Andrea Pisanu
- Paolo Piubelli
- Gino Pivatelli
- Matteo Pivotto
- Pierluigi Pizzaballa
- Lionel Pizzinat
- Cleto Polonia
- Alberto Pomini
- Giuseppe Porrino
- Guido Postiglione
- Ugo Pozzan
- Flavio Pozzani
- Robert Prytz
- Gabriele Puccio
- Giuseppe Pugliese
- Nico Pulzetti
- Vittorio Pusceddu

## R
- Michael Rabušić
- Florin Răducioiu
- Daniele Ragatzu
- Roberto Ranghino
- Julien Rantier
- Riccardo Ravasi
- Ante Rebić
- Stefano Rebonato
- Alberto Reif
- Reinaldo
- Leandro Remondini
- Alessandro Renica
- Salvatore Ricca
- Alessandro Rinaldi
- Elio Rinero
- Marco Martina Rini
- Carlo Ripari
- Emanuel Rivas
- Gianluca Rizzitelli
- Mauro Roberto
- Guillermo Rodríguez
- Alessandro Romano
- Rômulo
- Francesco Rosetta
- Alessandro Rosina
- Ezio Rossi
- Paolo Rossi
- Tazio Roversi
- Matteo Rubin
- Rubinho
- Giuseppe Russo

## S
- Luigi Sacchetti
- Jacopo Sala
- Mario Salgado
- Alimeyaw Salifù
- Alessandro Salvetti
- Emiliano Salvetti
- Amadou Samb
- Luigi Sartor
- Javier Saviola
- Giancarlo Savoia
- Massimiliano Scaglia
- Matteo Scapini
- Francesco Scaratti
- Paolo Sciaccaluga
- Giulio Sega
- Ezio Sella
- Andy Selva
- Giovanni Serao
- Michele Serena
- Anthony Šeric
- Antonio Sessa
- Ferdinando Sforzini
- Alessandro Sgrigna
- Lorenzo Sibilano
- Arturo Silvestri
- Paolo Sirena
- Sebastiano Siviglia
- Simon Sluga
- Roberto Solda
- Víctor Sotomayor
- Frederik Sørensen
- Robert Špehar
- David Speziale
- Mattia Spezzani
- Luciano Spinosi
- Arcadio Spinozzi
- Sergio Spuri
- Alessio Stamilla
- Amedeo Stenti
- Dragan Stojković
- Massimo Storgato
- Alessandro Sturba
- Franco Superchi

## T
- Panagiotis Tachtsidis
- Sergio Taddei
- Gianni Tanello
- Guido Tavellin
- Alberto Tentardini
- Carlo Teodorani
- Antonio Terracciano
- Mario Tesconi
- Christian Tiboni
- Giorgio Tinazzi
- Francesco Toldo
- Damiano Tommasi
- Luca Toni
- Jorge Toro
- Ernesto Torregrossa
- Alberto Torresin
- Vincenzo Traspedini
- Raffaele Trentini
- Stefano Trevisanello
- Roberto Tricella
- Pedro Troglio
- Marco Turati
- Franco Turchetta
- Alessandro Turini

## U
- Walter Ugolini
- Nerio Ulivieri

## V
- Pellegrino Valente
- Gabriele Valentini
- Aladino Valoti
- Mattia Valoti
- Sandro Vanello
- Paolo Vanoli
- Jess Vanstrattan
- Stefano Vavoli
- Mauro Venturi
- Luciano Venturini
- Antonio Verdun
- Santiago Vergini
- Vinicio Verza
- Salvatore Vicari
- Max Vieri
- Luca Vigna
- Beniamino Vignola
- Domenico Volpati
- Giuseppe Volpecina
- Giovanni Vriz
- Sergio Vriz

## W
- Papa Waigo
- William

## Y
- Andrés Yllana

## Z
- Renato Zaccarelli
- Marco Zamboni
- Francesco Zampano
- Marco Zanchi
- Alessandro Zaninelli
- Nicola Zanini
- Gilberto Zanoletti
- Ilyas Zeytulayev
- Gianfranco Zigoni
- Tonči Žilić
- Vittorino Zinelli
- Władysław Żmuda
- Davide Zomer